# Гипогиппус
Гипогиппус (лат. Hypohippus, от др.-греч. ὑπο- +ἵππος «недолошадь») — вымерший род семейства лошадиных. Были распространены на территории США (Небраска, Колорадо, Монтана) в миоцене (17—11 миллионов лет назад). Имели по три пальца на ногах. Это крупнейшие представители группы Anchitheriinae, массой 403—600 кг, сравнимые с крупными современными домашними лошадьми.

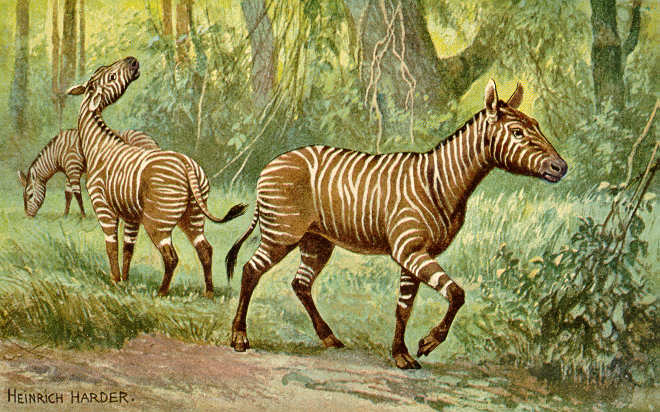
Гипогиппус, реконструкция